# Ivo Mossig
Ivo Mossig  (* 1969 in Köln) ist ein deutscher Wirtschaftsgeograph und Professor an der Universität Bremen.

## Biografie
Mossig studierte von 1991 bis 1995 Geographie und Mathematik für das Lehramt an der Justus-Liebig-Universität Gießen bis zum 1. Staatsexamen. Ab 1996 war er Wissenschaftlicher Mitarbeiter an der Professur für Wirtschaftsgeographie. 2000 promovierte er zum Thema Räumliche Konzentration der Verpackungsmaschinenbau-Industrie in Westdeutschland. Eine Analyse des Gründungsgeschehens. Ab 2001 war er Wissenschaftlicher Assistent an der Professur für Wirtschaftsgeographie. 2004 folgte ein Aufenthalt an der University of California, Los Angeles (UCLA). 2005 habilitierte er sich zum Thema Netzwerke der Kulturökonomie. Lokale Knoten und lokale Verflechtungen der Film- und Fernsehindustrie in Deutschland und den USA. Es folgten Vertretungsprofessuren an der Universität Tübingen und der Universität Heidelberg.
2008 wurde er Professor für Humangeographie (Schwerpunkt Wirtschafts- und Sozialgeographie) am Institut für Geographie im Bereich der Sozialwissenschaften (FB 08) an der Universität Bremen. Im Jahr 2010 erhielt er dort den Berninghausenpreis für ausgezeichnete Lehre und ihre Innovation. Er ist seit 2014 Mitglied im Netzwerk Lehren, das Akteure der Lehrentwicklung weiterbildet, in den Austausch bringt und Transfer begleitet. Sein dortiges Lehrentwicklungsprojekt beschäftigte sich mit dem Forschenden Lernen in den Studiengängen der Geographie. 2019 erhielt er Lehrpreis des Verbands für Geographie an deutschsprachigen Hochschulen und Forschungseinrichtungen (VGDH). Er ist einer der Sprecherpersonen des Arbeitskreises Hochschullehre Geographie.
Ivo Mossig ist am Sonderforschungsbereich SFB 1342 Globale Entwicklungsdynamiken von Sozialpolitik beteiligt. Er leitet dort zwei Teilprojekte, „Vermessung sozialpolitischer Entwicklungsdynamiken und zwischenstaatlicher Verflechtungen weltweit. Co-creation des Global Welfare State Information Systems“ (2021 abgeschlossen) und das Informationsinfrastrukturprojekt (laufend bis 2025).

## Publikationen (Auswahl)
- Ernst Giese, Ivo Mossig, Heike Schröder: Globalisierung der Wirtschaft. Eine wirtschaftsgeographische Einführung. 1. Auflage. UTB, Stuttgart 2011, ISBN 978-3-8385-3449-7, doi:10.36198/9783838534497.

- Ivo Mossig, Nils Düpont: Wirtschaftsgeographische Perspektiven auf Entwicklungsdynamiken von Sozialpolitik. In: Geographische Zeitschrift. Band 108, Nr. 4, 2020, ISSN 0016-7479, S. 224–248, doi:10.25162/gz-2020-0004.

- Jeannine Wintzer, Ivo Mossig, Angela Hof: Prinzipien, Strukturen und Praktiken geographischer Hochschullehre. 1. Auflage. UTB, Bern 2021, ISBN 978-3-8252-5668-5, doi:10.36198/9783838556680.